# Феликола
Феликола (умерла в 90 году н. э.) — одна из первых святых мучениц. День памяти — 13 июня.
Святая Феликола (итал. Felicola), сводная сестра святой Петрониллы, была арестована после того, как Петронилла отказалась выйти замуж за римского чиновника. После смерти Петрониллы у Феликолы в тюрьме не было ни еды, ни воды. Её бросили в отхожее место, где она в конце концов и умерла. Её тело было найдено святым Никомедом.